# 植物学作者引证
植物学作者引证是指第一次根据国际植物命名法规(ICBN)。确定植物的拉丁种名的作者的名称缩写引证。

## 缩写
缩写则依据ICBN推荐的46A, Note 1执行。作者缩写放到植物的拉丁名后面，不用斜体。
例如：
- Lens Mill.  缩写“Mill.”代表菲利普·米勒（Philip Miller）
- Lens culinaris Medik. 缩写“Medik.”代表弗里德里希·卡西米尔·麦狄库斯

如果有两个缩写名称，中间加入“ex”，则代表第一个人发现并描述了这种植物，但没有给出正确的拉丁名称，正确的拉丁名称是由第二个人给出的。
例如：
- Andropogon aromaticus Sieber ex Schult.

参见 Andropogon aromaticus.
如果两位作者，前面加括号，则表示前一位作者已将这种植物给出名称和分类，但后一位作者改正了前一位的分类，将其列入另一属，重新确定其拉丁种名。
例如：
- Helianthemum  aegyptiacum (L.) Mill.

其原来名称为Cistus aegyptiacus L. 
ICBN的Art. 46.1规定“在出版物中，尤其是讲分类学或拉丁命名法的出版物中，应该加上作者引证缩写”，但在不是分类学著作中，引用植物名称可以不加作者缩写
和国际动物命名法规不同，植物命名每一个门、科、属、种都有单独的作者命名缩写，例如：
门 Magnoliophyta Cronquist & al.
亚门 Magnoliophytina Frohne & U.Jensen ex Reveal
纲 Magnoliopsida Brongn.
亚纲 Rosidae Takht.
超目 Rosanae Takht.
目 Rosales Perleb
亚目 Rosineae Rchb.
科 Rosaceae Adans.
亚科 Rosoideae Arn.
族 Roseae Lam. & DC.
亚族 Rosinae J.Presl
属 Rosa L.
种 Rosa damascena Mill.
但植物的全称还应该包括作者出版的时间和地点等详细信息，例如：
- Sequoia sempervirens (D.Don) Endl., Syn. Conif. 198 (1847)

“D.Don”代表大卫·顿（David Don）首先给出名称（Taxodium sempervirens D.Don），然后由“Endl.”代表史蒂芬·恩德利希在1847年出版的《Synopsis Coniferarum》第198页中给出了目前的名称。